# Ah! perfido
Ah! perfido, op. 65, ist eine Konzertarie für Sopran und Orchester von Ludwig van Beethoven (1770–1827) mit einem italienischen Text.

## Entstehung
Von Februar bis April 1796 hielt sich Beethoven während einer Konzertreise in Prag auf. Dort komponierte er möglicherweise für Josephine von Clary die Konzertarie op. 65. Im gleichen Jahr trat die Sängerin Josepha Duschek (1754–1824) bei einem Konzert in Leipzig mit dieser Komposition auf.
Beim Akademie-Konzert vom 22. Dezember 1808 im Theater an der Wien gab es eine weitere wichtige Aufführung dieses Werks. In diesem Konzert wurden außerdem u. a. das 4. Klavierkonzert, die 5. und die 6. Sinfonie und die Fantasie für Klavier, Chor und Orchester, op. 80 uraufgeführt.

## Text
Scena

Ah! perfido, spergiuro, barbaro traditor, tu parti?

E son questi gl'ultimi tuoi congedi?

Ove s'intese tirannia più crudel?

Va, scelerato! Va, pur fuggi da me,

L'ira de' Numi non fuggirai!

Se v'è giustizia in Ciel, se v'è pietà,

Congiureranno a gara tutti a punirti!

Ombra seguace, presente, ovunque vai,

Vedrò le mie vendette; io già le godo immaginando.

I fulmini ti veggo già balenar d'intorno.

Ah no! Ah no! Fermate, vindici Dei!

Risparmiate quel cor, ferite il mio!

S'ei non è più qual era son'io qual fui;

Per lui vivea, voglio morir per lui!

Aria

Per pietà, non dirmi addio,

Di te priva che farò?

Tu lo sai, bell'idol mio!

Io d'affanno morirò.

Ah crudel! Tu vuoi ch'io mora!

Tu non hai pietà di me?

Perchè rendi a chi t'adora

Così barbara mercè?

Dite voi, se in tanto affanno

Non son degna di pietà?

—Pietro Metastasio

## Musik
Die dramatische Szene beginnt mit einem Rezitativ in C-Dur aus Pietro Metastasios Achille in Sciro. Die Arie „Per pietà, non dirmi addio“ ist in der Tonart Es-Dur gesetzt, und ihr Textdichter ist anonym. Eine Aufführung dauert knapp 14 Minuten.